# Don January
Don January, född 20 november 1929 i Plainview, Texas, död 7 maj 2023 i Dallas, Texas, var en amerikansk professionell golfspelare.
January vann tio tävlingar på PGA-touren under sin karriär och hans största framgång var segern i majortävlingen PGA Championship 1967.  När det gäller antal segrar så har han dock lyckats bättre på Champions Tour där han har vunnit 20 tävlingar inklusive två senior majors.
Han spelade för det amerikanska laget i Ryder Cup 1965 och 1977.
| Majorsegrare genom tiderna                                                                                     |                   |             |            |                  |
| 200 olika spelare har vunnit i herrarnas majortävlingar. Don January var den 119:e spelaren som vann en major. |                   |             |            |                  |
| 1:a | 118:e             | 119:e       | 120:e      | 200:e            |
| Willie Park Sr                                                                                                 | Roberto DeVicenzo | Don January | Bob Goalby | Louis Oosthuizen |
| Lista över golfens majorsegrare                                                                                |                   |             |            |                  |